# Comet (Châtelet)
Pour les articles homonymes, voir Comet.
Le Groupe Comet est une société belge spécialisée dans le recyclage et dans le négoce de métaux ferreux, non-ferreux et dérivés. Le Groupe Comet compte une trentaine de sociétés implantées sur les territoires belge et français. Le siège social se trouve à Châtelet (Belgique).

## Historique
L'histoire du groupe industriel belge Comet remonte à 1986 avec la reprise des chantiers Paridans à Aubange par Alfred Grosjean. Depuis 1986, le Groupe Comet a un actionnariat familial et est actif dans le négoce de métaux ferreux, non-ferreux et dérivés. Il a développé son activité de valorisation des déchets en Europe, Asie et Amérique du Sud. En Belgique et en France, cet essor s'est concrétisé par l'acquisition de sociétés (chantiers Paridans en 1986, chantiers Bodson en 1987, société Georges Cornu en 2000, société Gosselin Duriez en 2004, société Récupération du Nord en 2007, société Rudy W en 2008), et la création de sociétés (Cometsambre SA, Comet Traitements SA, CometServices SC, Comet Tyre Recycling SA, Recycar SA, Comet Fluvial SPRL, Recymet SA et Vehicle & Metal Recycling SA). 
Comet s'est fixé pour priorité de développer les nouvelles technologies dans le domaine du recyclage. Les taux de valorisation atteignent ainsi 98,4 % de recyclage de produits aussi diversifiés que les métaux ferreux, non-ferreux, les véhicules hors d’usage (VHU), les déchets d’équipements électriques, électroniques (DEEE) et des résidus de broyage. Depuis avril 2019, Comet héberge les deux premiers centres agréés en Région wallonne pour le recyclage des voitures électriques et, depuis 2021, il s'est lancé dans le recyclage de panneaux photovoltaïques. Pour le transport des matériaux, le groupe industriel fait largement appel à la navigation fluviale nettement moins impactante pour l'environnement que le transport routier.